# Jakiw Sawtschenko (Autor)

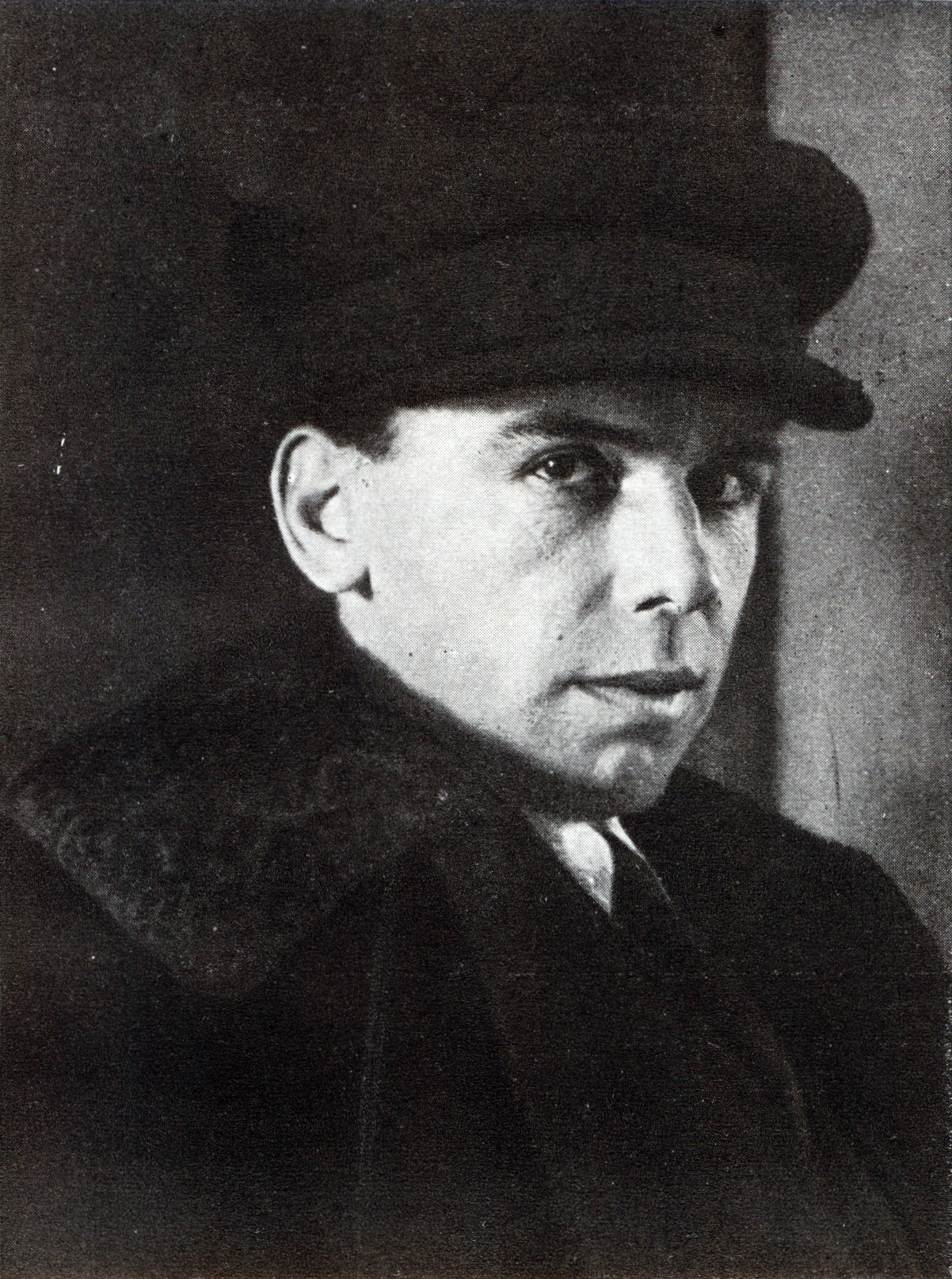
Jakiw Sawtschenko, 1928

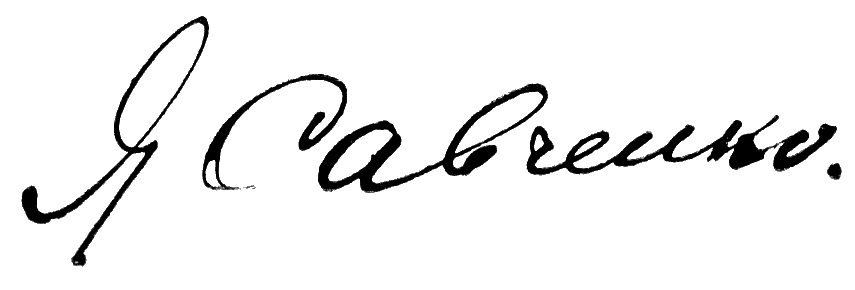
Signatur

Jakiw Hryhorowytsch Sawtschenko (ukrainisch Яків Григорович Савченко, russisch Яков Григорьевич Савченко Jakow Grigorjewitsch Sawtschenko; * 21. Märzjul. / 2. April 1890greg. in Schabky, Gouvernement Poltawa, Russisches Kaiserreich; † 2. November 1937 in Kiew, Ukrainische SSR) war ein ukrainischer Dichter, Literaturkritiker und Essayist, Vertreter der Hingerichtete Wiedergeburt.

## Leben
Jakiw Sawtschenko kam in Schabky (Жабки) im heutigen Rajon Lochwyzja der ukrainischen Oblast Poltawa als Sohn einer Bauernfamilie zur Welt.
Er begann ein Studium an der St.-Wladimir-Universität in Kiew, das er jedoch nicht beendete. Anschließend war er als Lehrer in der Region Sumy tätig und daraufhin arbeitete er in Schytomyr im Strumko-Verlag. Sein erstes Gedicht wurde in Lwiw in der Zeitschrift Illustrierte Ukraine publiziert.
Seine frühen poetischen Werke standen unter dem Einfluss der Symbolik.
Nachdem er sich kurzzeitig dem Futurismus zuwandte, gab er die Poesie auf und wandte sich der Literaturkritik zu.
In den 1920er Jahren war er zunächst für die Kiewer Zeitungen Bolschewik (Більшовик) und Proletarskaja Prawda (Пролетарська правда) tätig und von 1929 an war er Redakteur beim Filmstudio (WUFKU) (Всеукраїнське фотокіноуправління (ВУФКУ)). In diesem Zeitraum lag auch seine fruchtbarste kreative Phase, in der er aktiv in Zeitungen und Magazinen publizierte sowie Bücher veröffentlichte. Zwischen 1931 und 1933 arbeitete er in einer Filmfabrik und unterrichtete gleichzeitig die Regisseure am Kiewer Cinema Institut, bis er aufgrund nationalistischer Ansichten von seinen Lehr- und Redaktionsarbeiten entbunden wurde. Sawtschenko gehörte der literarischen Gruppe Schowten und dem Allukrainischen Verband der proletarischen Schriftsteller an und war parteiunabhängig. Man verhaftete ihn in der Nacht vom 17. September 1937 in seiner Wohnung und klagte ihn am 1. Oktober an, Mitglied einer anti-sowjetischen nationalistischen Organisation zu sein und Spionage, Sabotage und terroristische Aktivitäten gegen die Sowjetregierung durchzuführen. Am 1. November 1937 wurde er zum Tode durch Erschießen verurteilt und am folgenden Tag wurde das Urteil vollstreckt. Am 27. November 1958
wurde er posthum rehabilitiert.